# Nazareno Biscarini
Nazareno Biscarini (Perugia, 2 gennaio 1835 – Perugia, 10 gennaio 1907) è stato un architetto italiano.

## Biografia
Nazareno Biscarini si forma all'Accademia di Belle Arti di Perugia, frequentando i corsi della Scuola di Ornato, della Scuola di Prospettiva (entrambi tenuti da Vincenzo Baldini) e della Scuola di Architettura (tenuto da Giovanni Santini). Suo collega di corso è Guglielmo Calderini. Negli anni della formazione si mostra un allievo brillante, tanto che nel 1884, terminati gli studi, riceve un incarico di supplenza nella stessa Accademia e dal 1885 è assegnato alla cattedra della Scuola di Architettura, seppure in maniera mai ufficializzata. La sua attività di docente prosegue fino al 1897, anno in cui gli subentra l'architetto folignate Vincenzo Benvenuti, risultato vincitore di un apposito concorso.
L'attività professionale di Biscarini, dal punto di vista stilistico riferibile ai canoni eclettici, si svolge per sua scelta esclusivamente in ambito locale, per una committenza costituita per lo più da personaggi e famiglie appartenenti al ceto nobile o alla borghesia. Oltre ad alcune cappelle funerarie all'interno del Cimitero monumentale di Perugia, progetta e realizza l'arco di ingresso alla villa Degli Azzi Vitelleschi a Casaglia e la villa-castello Gallenga Stuart, residenza estiva dell'omonima famiglia situata in località Mandoleto. Biscarini entra inoltre a far parte della squadra di progettisti di fiducia di Vincenzo Gioacchino Pecci, all'epoca vescovo di Perugia e futuro Papa Leone XIII, artefice della realizzazione delle oltre cinquanta chiese umbre note come Chiese Leonine. Per Pecci Biscarini progetta ex novo o ristruttura circa trenta edifici sacri, tanto da meritare l'appellativo di "architetto delle chiese": tra esse va ricordata almeno la Cappella della Confraternita della Misericordia all'interno del cimitero monumentale. L'attività di Biscarini comprende anche alcune importanti opere civili, tra cui le palazzine Biscarini a Perugia e il Teatro Concordia a Marsciano.
Nel corso della sua attività di progettista, Biscarini instaura un proficuo sodalizio con il fratello Francesco, titolare assieme a Raffaele Angeletti del laboratorio di terrecotte artistiche Angeletti-Biscarini, la cui produzione contraddistingue in maniera emblematica le realizzazioni di matrice eclettica dell'architettura umbra postunitaria.

## Principali opere
- chiesa di Santa Maria delle Grazie a Villastrada primi delXX secolo
- Chiesa di San Martino a San Martino in Campo, 1866
- Arco di ingresso alla villa Degli Azzi Vitelleschi a Casaglia, 1870 ca.
- Chiesa di Sant'Andrea a Perugia, 1873
- Chiesa di Maria Santissima Assunta in Cielo a Montegabbione, 1876
- Cappella della Confraternita della Misericordia a Perugia, 1880
- Chiesa dei Santi Apostoli Filippo e Giacomo a Panicarola, 1882
- Chiesa di Sant'Andrea Apostolo a Bagnaia, 1889
- Chiesa di San Bartolomeo Apostolo a Solomeo, 1891
- Villa-castello Gallenga Stuart a Mandoleto, 1891
- Chiesa di San Valentino a Villantria, 1893
- Chiesa di San Giovanni Battista a Castiglione della Valle, 1894
- Chiesa di San Giovanni Battista a Ferretto, 1894
- Palazzine Biscarini a Perugia, 1894
- Chiesa di San Giovanni Battista a Marsciano, 1896
- Teatro Concordia a Marsciano, 1897
- Chiesa di Santa Maria Maddalena a Ponte Valleceppi, 1900
- Chiesa di San Cristoforo a Compignano, 1905
- Cappella Foschi a Perugia
- Cappella Monaldi a Perugia